# 磯原町
磯原町（いそはらまち）は茨城県多賀郡にかつて存在した町である。

## 地理
- 現在の北茨城市の中部に位置する。
- 村域は多賀山地の一部でほとんど山がちな地形になっている。
- 村は太平洋に面している。
- 村は大北川の北岸に位置する。

## 歴史

### 年表
- 1889年（明治22年）4月1日 - 町村制施行により、多賀郡北中郷村（きたなかごうむら）が発足。
- 1897年（明治30年）2月25日 - 磯原駅が開業。
- 1925年（大正14年）1月1日 - 北中郷村は町制施行・改称し磯原町となる。
- 1955年（昭和30年）4月1日 - 華川村は磯原町と合併し磯原町が発足。
- 1956年（昭和31年）3月31日 - 磯原町は大津町・平潟町・南中郷村・関南村・関本村とともに合併し、茨城市が発足。同日、改称し北茨城市となる。磯原町は消滅。

### 行政区域変遷
- 変遷の年表

| 磯原町町域の変遷（年表） | 磯原町町域の変遷（年表） | 磯原町町域の変遷（年表） |
| 年                       | 月日                     | 旧磯原町町域に関連する行政区域変遷 |
| ------------------------ | ------------------------ | --- |
| 1889年（明治22年）       | 4月1日                   | 町村制施行により、以下の町村が発足。 - 北中郷村 ← 豊田村・磯原村・大塚村・木皿村・上相田村・内野村 - 華川村 ← 下相田村・車村・中妻村・上小津田村・下小津田村・小豆畑村・臼場村・花園村 |
| 1925年（大正14年）       | 1月1日                   | 北中郷村は町制施行・改称し磯原町となる。 |
| 1955年（昭和30年）       | 4月1日                   | 華川村は磯原町と合併し磯原町が発足。 |
| 1956年（昭和31年）       | 3月31日                  | 磯原町は大津町・平潟町・南中郷村・関南村・関本村とともに合併し茨城市が発足。磯原町は消滅。 - 同日、改称し北茨城市となる。                                                              |

- 変遷表

| 磯原町町域の変遷表 | 磯原町町域の変遷表 | 磯原町町域の変遷表  | 磯原町町域の変遷表 | 磯原町町域の変遷表               | 磯原町町域の変遷表    | 磯原町町域の変遷表                       | 磯原町町域の変遷表 | 磯原町町域の変遷表 |
| 1868年 以前        | 1868年 以前        | 明治元年 - 明治22年 | 明治22年 4月1日    | 明治22年 - 昭和19年              | 昭和20年 - 昭和64年   | 昭和20年 - 昭和64年                      | 平成元年 - 現在    | 現在               |
| ------------------ | ------------------ | ------------------- | ------------------ | -------------------------------- | --------------------- | ---------------------------------------- | ------------------ | ------------------ |
|                    | 豊田村             | 豊田村              | 北中郷村           | 大正14年9月1日 磯原町に 町制改称 | 昭和30年4月1日 磯原町 | 昭和31年3月31日 茨城市 即日改称 北茨城市 | 北茨城市           | 北茨城市           |
|                    | 磯原村             |                     | 北中郷村           | 大正14年9月1日 磯原町に 町制改称 | 昭和30年4月1日 磯原町 | 昭和31年3月31日 茨城市 即日改称 北茨城市 | 北茨城市           | 北茨城市           |
|                    | 大塚村             |                     | 北中郷村           | 大正14年9月1日 磯原町に 町制改称 | 昭和30年4月1日 磯原町 | 昭和31年3月31日 茨城市 即日改称 北茨城市 | 北茨城市           | 北茨城市           |
|                    | 木皿村             |                     | 北中郷村           | 大正14年9月1日 磯原町に 町制改称 | 昭和30年4月1日 磯原町 | 昭和31年3月31日 茨城市 即日改称 北茨城市 | 北茨城市           | 北茨城市           |
|                    | 上相田村           |                     | 北中郷村           | 大正14年9月1日 磯原町に 町制改称 | 昭和30年4月1日 磯原町 | 昭和31年3月31日 茨城市 即日改称 北茨城市 | 北茨城市           | 北茨城市           |
|                    | 内野村             |                     | 北中郷村           | 大正14年9月1日 磯原町に 町制改称 | 昭和30年4月1日 磯原町 | 昭和31年3月31日 茨城市 即日改称 北茨城市 | 北茨城市           | 北茨城市           |
|                    | 下相田村           | 下相田村            | 華川村             | 華川村                           | 昭和30年4月1日 磯原町 | 昭和31年3月31日 茨城市 即日改称 北茨城市 | 北茨城市           | 北茨城市           |
|                    | 車村               |                     | 華川村             | 華川村                           | 昭和30年4月1日 磯原町 | 昭和31年3月31日 茨城市 即日改称 北茨城市 | 北茨城市           | 北茨城市           |
|                    | 中妻村             |                     | 華川村             | 華川村                           | 昭和30年4月1日 磯原町 | 昭和31年3月31日 茨城市 即日改称 北茨城市 | 北茨城市           | 北茨城市           |
|                    | 小津田村           | 明治元年 上小津田村 | 華川村             | 華川村                           | 昭和30年4月1日 磯原町 | 昭和31年3月31日 茨城市 即日改称 北茨城市 | 北茨城市           | 北茨城市           |
|                    | 小津田村           | 明治元年 下小津田村 | 華川村             | 華川村                           | 昭和30年4月1日 磯原町 | 昭和31年3月31日 茨城市 即日改称 北茨城市 | 北茨城市           | 北茨城市           |
|                    | 小豆畑村           |                     | 華川村             | 華川村                           | 昭和30年4月1日 磯原町 | 昭和31年3月31日 茨城市 即日改称 北茨城市 | 北茨城市           | 北茨城市           |
|                    | 臼場村             |                     | 華川村             | 華川村                           | 昭和30年4月1日 磯原町 | 昭和31年3月31日 茨城市 即日改称 北茨城市 | 北茨城市           | 北茨城市           |
|                    | 花園村             |                     | 華川村             | 華川村                           | 昭和30年4月1日 磯原町 | 昭和31年3月31日 茨城市 即日改称 北茨城市 | 北茨城市           | 北茨城市           |

## 大字
- 小豆畑（あずはた）
- 磯原（いそはら）
- 臼場（うすば）
- 内野（うつの）
- 大塚（おおつか）
- 上小津田（かみこつだ）
- 上相田（かみそうだ）
- 木皿（きさら）
- 車（くるま）
- 下小津田（しもこつだ）
- 下相田（しもそうだ）
- 豊田（とよだ）
- 中妻（なかつま）
- 花園（はなぞの）

## 町長
- 柴田政次

## 人口・世帯
※1955年以前は旧華川村を含まず。

### 人口
総数 [単位： 人]
| 1891年（明治24年） | 2,932  |
| 1902年（明治35年） | 4,007  |
| 1920年（大正 9年） | 10,265 |
| 1924年（大正13年） | 9,089  |
| 1935年（昭和10年） | 9,342  |
| 1950年（昭和25年） | 13,692 |

### 世帯
総数 [単位： 世帯]
| 1920年（大正 9年） | 2,427 |
| 1924年（大正13年） | 2,225 |
| 1935年（昭和10年） | 2,064 |
| 1950年（昭和25年） | 2,756 |

## 交通

### 鉄道
- 日本国有鉄道（ → 東日本旅客鉄道）
  - ■ 常磐線
    - 磯原駅

### 道路
- 一級国道
  - 国道6号（陸前浜街道）